# Bullfighter and the Lady
Bullfighter and the Lady (deutsch Der Stierkämpfer und die Dame) ist ein US-amerikanisch-mexikanischer dramatischer Liebesfilm von Budd Boetticher aus dem Jahr 1951. Die Hauptrollen werden von Robert Stack, Joy Page und Gilbert Roland verkörpert. Der Film war in der Kategorie „Beste Originalgeschichte“ für einen Oscar nominiert.

## Handlung
Johnny Regan, ein manchmal arroganter und egozentrischer amerikanischer Broadway-Produzent, der in Mexiko Urlaub macht, besucht gemeinsam mit dem befreundeten Ehepaar Barney und Lisbeth Flood einen Stierkampf. In der Plaza Mexico besiegt der große Manolo Estrada einen aggressiven Bullen, während er schwierige Schrittkombinationen ausführt und sogar neben dem Tier in die Knie geht. Später an diesem Abend in einem Nachtclub stellt sich Johnny Manolo vor und trifft auf die schöne Señorita Anita de la Vega, die sofort seine Aufmerksamkeit erregt. Anita sorgt sich jedoch um ihren Freund Antonio Gomez, der während des Stierkampfs verletzt wurde. Auf Johnnys Annäherungsversuche geht sie nicht ein.
Manolo wiederum, der in Erfahrung gebracht hat, dass Johnny ein Meister im Tontaubenschießen ist, bittet diesen, ihm Unterricht zu erteilen und meint, er habe seiner schwangeren Frau Chelo das Versprechen gegeben, sich alsbald aus dem Ring zurückzuziehen und brauche daher ein Hobby. Johnny stimmt gern zu, bittet aber im Gegenzug darum, von Manolo im Stierkampf unterrichtet zu werden. Seine heimliche Hoffnung dabei ist, dass er Anita damit beeindrucken kann. Schon am nächsten Tag sehen Manolo und Johnny einigen Toreros beim Training zu, wobei Manolo Pepe Mora, einen von ihnen, als tragischen Fall bezeichnet, ohne das jedoch näher zu erläutern.
Unter Manolos Anleitung arbeitet sich Johnny von Scheinkämpfen mit anderen Stierkampfschülern mit Stierhörnern über den Kampf gegen junge Bullen und Kühe bis zu einem Kampf in einem Übungsring hoch. Später besuchen die beiden Männer Antonio Gomez im Krankenhaus, was sich positiv auf Johnnys Annäherungsversuche an Anita auswirkt. In der folgenden Zeit setzen Johnny und Manolo ihren jeweiligen Unterricht fort. Johnnys Freund Barney kann dem Enthusiasmus seines Freundes für den gefährlichen Sport nichts abgewinnen. Nachdem Anita alle auf ihre Ranch Tienta eingeladen hat, gelingt es Johnny, vorerst einmal ihre Freundschaft zu gewinnen. Auf der Ranch werden Zuchtkühe auf Tapferkeit geprüft. Da Manolo sich die rechte Hand verstaucht hat, kann er nicht persönlich teilnehmen, ermutigt aber Johnny, einfache Pässe mit den Kühen zu versuchen. Johnny ist jedoch übereifrig, probiert schwierige Stunts aus und entgeht nur knapp einer Verwundung. Trotz seiner Verletzungen nimmt auch Antonio an den Vorführungen teil und zu guter Letzt auf Druck der Zuschauer auch Manolo, der zur Freude aller, Linkspässe mit einem frischen Bullen vorführt und sogar an seinem Knietrick arbeitet. Voller Würde verlässt er die Veranstaltung. Seine Frau Chelo hält eine leidenschaftliche Rede, von der Johnny sehr beeindruckt ist. Anita meint, in Mexiko bedeute das, sie habe Größe bewiesen. Als Anita dann meint, dass sie auch auf ihn stolz sei und ihrem Freund gegenüber sogar äußert, dass sie mehr für Johnny empfinde als Freundschaft, glaubt dieser jedoch, dass Anita sich über ihn lustig mache. Es kommt zu einem Eklat, woraufhin Anita Johnny bittet, zu gehen. Manolo rät ihm, Anita Zeit zu geben, und erst einmal seinen Unterricht fortzusetzen.
Nachdem Johnny sich bei Antonio entschuldigt und dieser die Entschuldigung angenommen hat, wird er zu einer im nächsten Monat stattfindenden Corrida eingeladen. Kurz zuvor erfährt er, was es mit der Tragik um Pepe Mora auf sich hat. Pepe hat während eines Stierkampfes versehentlich den Tod seines eigenen Bruders verursacht.
Am Tag des Stierkampfes, an dem auch Johnny teilnehmen soll, ist er außergewöhnlich nervös. Manolo versteht das, hat aber ein ungutes Gefühl. Als Johnny dann die Gelegenheit bekommt, mit einem Stier zu arbeiten, verspottet ihn die Menge zunächst. Er macht sich jedoch zunehmend besser und wird akzeptiert. Johnnys altes Selbstvertrauen kehrt zurück und er versucht Manolos Knietrick. Der Bulle greift daraufhin an, Manolo springt Johnny bei, um ihm zu helfen, wird aber aufgespießt und getötet.
Als Anita ihn sehr viel später findet, läuft er im strömenden Regen auf der Plaza auf und ab. Anita rät ihm, Mexiko so schnell wie möglich zu verlassen, bevor wütende Fans versuchen würden, ihn zu töten. Johnny ist dazu jedoch nicht bereit und bittet Dr. Sierra, der Stierkämpfe fördert, am kommenden Sonntag in der Arena kämpfen zu dürfen. Sierra weigert sich jedoch, da er Angst hat, dass die Menge Johnny lynchen könnte. Später gibt er aber nach, woraufhin Barney seinen Freund von diesem Plan abbringen will. Einzig Lisbeth versteht, was in Johnny vorgeht und dass er sich der Situation einfach stellen muss. Der Erlös des Kampfes soll an Manolos Frau Chelo gehen. Kurz vor Kampfbeginn gibt Chelo Johnny Manolos Umhang und hat die Größe, ihm zu sagen, dass Manolo ihn führen werde. Als Johnny die Arena betritt, bewirft ihn das Publikum mit allerlei Gegenständen. Er lässt sich jedoch nicht beirren und liefert eine gute Leistung ab. Der Stier wird von ihm getötet. Während man das Tier abtransportiert, bedankt ich Johnny beim Publikum für die Erlaubnis zu diesem letzten Auftritt und stellt fest, dass der Mann, der den Stier heute getötet hat, eigentlich Manolo Estrada gewesen sei. Auf der Tribüne ist Anita stolz, als sie wahrnimmt, dass man Johnny Größe bescheinigt. Nachdem Johnny mit anderen Toreros die Arena verlassen hat, gibt er Panchito seinen Hut. Als er auf Anita trifft, küssen sie sich und verlassen gemeinsam den Ort des Geschehens.

## Produktion

### Produktionsnotizen
Die Dreharbeiten fanden hauptsächlich in den Estudios Churubusco Azteca Studios in Mexiko-Stadt, Distrito Federal, in Xayai (hauptsächlich Stierkampfszenen) und in  Zacatepec, Morelos, allesamt in Mexiko statt. Das Drehbuch beruht lose auf Budd Boettichers eigener Geschichte. Boetticher war einst Sportler, der nach Mexiko reiste, sich dort in den Stierkampf verliebte und sich selbst zum Matador ausbilden ließ. Er wurde daraufhin für den Film König der Toreros als Berater engagiert, was zu einer eigenen Karriere im Filmgeschäft führte. Während der Dreharbeiten von Bullfighter and the Lady soll ein Stuntman zu Tode gekommen und ein anderer verwundet worden sein. Laut Boetticher wurde der Film gedreht, weil John Wayne die Geschichte gemocht habe. Zu der Kürzung seines Werkes erläuterte Boetticher, er habe vierzig Jahre gebraucht, um den Film wieder so herzustellen, wie er von ihm gedacht sei. Es sei ein höllischer Schlag für ihn gewesen, zu erleben, wie der Film zusammengeschnitten worden sei.
Der Film wurde zunächst in einer Laufzeit von 87 Minuten präsentiert. Den radikalen Zusammenschnitt soll John Ford zu verantworten haben. Die komplette 124-Minuten-Fassung wurde 1986 mit Hilfe von Boetticher und Stack restauriert, was den Film als wahres Meisterwerk entpuppte.
Laut einem Artikel in der Tageszeitung Los Angeles Daily News hoffte Boetticher, dass der Film dem amerikanischen Publikum die Kunst des Stierkampfes näherbringen und ein besseres Verständnis dafür wecken könnte. Laut einem Artikel in der Los Angeles Times soll John Wayne erwogen haben, die Hauptrolle selbst zu übernehmen, fühlte sich jedoch zu heiser dafür. Obwohl in den ersten Rezensionen Stacks Figur als Chuck aufgeführt wurde, wird er im Film Johnny genannt. Gilbert Roland war der Sohn eines Matador der Große Paquilo. Zudem traten acht von Mexikos berühmtesten Matadoren auf. Im Gespräch für die Hauptrollen waren auch Pedro Armendáriz und Norma De Landa, zudem Ariadne Christian, die Schwester von Linda Christian. Eduardo Cansino junior, der Bruder von Rita Hayworth, wurde als spanischer Tänzer verpflichtet. Die mexikanische Schauspielerin Katy Jurado gab in dem Film ihr amerikanisches Filmdebüt.
Bevor Budd Boettichers Zusammenarbeit mit Randolph Scott in Western begann, schrieb und inszenierte er diesen Film über Stierkampf für John Wayne Productions und Republic Pictures. Robert Stack, der tatsächlich ein Meister im Tontaubenschießen war, trifft im Film auf den zu der Zeit besten Torero Mexikos Gilbert Roland.

### Soundtrack
- Esta Noche (Tonight), Musik: Victor Young, Text: Jack Elliott, spanischer Text: Aaron González
- Cielo Andaluz von Rafael Gazcón
- La Virgen de la Macarena von Bernardino Bautista Monterde und Antonio Ortiz Calero
- How Strange von Victor Young und Peggy Lee
- Luto en el alma von Claudio Estrada
- Mexican Hat Dance, traditionelle Weise

### Veröffentlichung
Der Film hatte am 26. April 1951 in New York City Premiere. In Mexiko-Stadt wurde er am 7. Juni 1951 unter dem Titel Tarde de Toros veröffentlicht und in Belgien im Dezember 1951. Eine Veröffentlichung im darauffolgenden Jahr erfolgte in Norwegen, Finnland, auf den Philippinen (Davao), in Argentinien, Schweden, Frankreich, Japan und in Portugal, 1953 in Australien, 1954 in Südafrika (Kapstadt, Johannesburg und Durban) und in Dänemark.
In Italien wurde der Film erstmals im November 2013 als DVD veröffentlicht. Zu sehen war er zudem in Brasilien, Kanada, Chile, Griechenland, Rumänien, Südkorea, Spanien, im Vereinigten Königreich, in Venezuela und im damaligen Jugoslawien. Ein Alternativtitel des Films lautet Torero, der Arbeitstitel Death in the Sands.

## Rezeption

### Kritik
Jeffrey M. Anderson befasste sich bei Combustible Celluloid mit dem Film, dem er bescheinigte, dass die Stierkampfsequenzen eindeutig mit Liebe und wilder Entschlossenheit zum Detail und fast schon dokumentarisch gedreht worden seien, wodurch der Film in diesen Sequenzen für seine Zeit ein einzigartig persönlicher geworden sei. Der Rest des Films sei allerdings ziemlich durchschnittlich, auch wenn Boetticher damit seine erste und einzige Oscarnominierung erhalten habe.
Bosley Crowther rezensierte den Film in der New York Times und schrieb, The Bullfighter and the Lady, sei Robert Rossens Film The Brave Bulls hart auf den Fersen, wenn es darum gehe, welcher Film der mächtigste sei, den je ein amerikanischer Produzent über den Stierkampf geschaffen habe. Im Vergleich könne man sagen, dass Boettichers Film ungefähr die gleiche Beziehung habe wie die Werke von Burt L. Standish (Gilbert Patten) zu denen von Ernest Hemingway. Denn der Held dieser Romanze habe eine starke und brüderliche Ähnlichkeit mit unserem alten Freund Frank Merriwell (fiktive Figur aus Standishs Romanen). Und Mr. Stack sei ein Bursche mit echter Merriwll-Ausstrahlung. Zum Glück für alle habe Boetticher beim Schreiben der Geschichte geholfen und so dasselbe für seinen Film getan wie Mr. Rossen für The Brave Bulls. Es gebe einige faszinierende Hintergrund- und Stierkampfszenen, die nur durch die Nebenhandlung und die Besetzung getrübt würden. Gilbert Roland sei jedoch glaubhaft als alternder und vergötterter Torero, gesegnet mit Mut, Humor und Elan, und Katy Jurado beeindrucke – vor allem in einer dramatischen Szene – als seine Frau. Joy Page sei unheimlich attraktiv als das Mädchen, das von Mr. Stack verfolgt werde. Wenn nur der Held der Romanze weniger ein absoluter Mythos wäre!
Glenn Erickson bewertete den Film bei DVD talk und war der Ansicht, dies sei der beste amerikanische Film über den Stierkampf und eine ungewöhnlich respektvolle Darstellung der Unterschiede zwischen der traditionellen mexikanischen und der amerikanischen Kultur, auch wenn er wenig bekannt sei. Es sei Budd Boettichers Meisterwerk, auch wenn er am häufigsten für seine hervorragenden Western mit Randolph Scott zitiert werde. Sein Herz habe aber immer an Mexiko und dem Stierkampf gehangen. Diese halbautobiografische Geschichte sei eindeutig von jemandem geschrieben worden, der in Mexiko verliebt sei. Der Film biete atemberaubende Stierkampfszenen, die Hollywood-Produktionen überlegen seien. Noch wichtiger sei der Sinn für kulturelle Authentizität. Der Film zeige eine mexikanische Kultur, die auf festgelegten Vorstellungen von Glauben, Ritualen und Geschlechterrollen basiere. Joy Page habe die Art von Augen, in die man sich sofort verliebe. Für die verführerische Katy Jurado, die mit High Noon zum internationalen Star geworden sei, sei es ihr erster amerikanischer Film gewesen. Sie sei in diesem Film unglaublich. Einfach gesagt, biete der Film eine starke emotionale Erfahrung.
Derek Winnert meinte, dieses interessante, aber dennoch hauptsächlich routinemäßig romantische Action-Drama, sei von Budd Boetticher auf faszinierende Weise mitgeschrieben, produziert und inszeniert worden. Bemerkenswert sei auch, dass John Wayne ausführender Produzent und John Ford ein im Abspann nicht genannter Berater gewesen sei. Für den Film spreche, dass Stack und Roland erstklassige Hauptdarsteller seien, die dynamischen Stierkampfszenen und die wunderschön fotografierten Schwarzweißbilder des Kameramanns Jack Draper. Mit weiteren Hauptrollen von Katy Jurado, Virginia Gray und John Hubbard sei die Besetzung durchaus bestechend. Winnert bemängelte, dass durch die schwungvollen Schnitte auf eine Version von 87 Minuten, Boettichers großartige ursprüngliche Version von 124 Minuten geschadet werde. Inzwischen sei der Film restauriert und wieder auf 124 Minuten zurückgeführt worden, wodurch ein bemerkenswerter Film enthüllt werde.
Dennis Schwartz hingegen konnte dem Film wenig abgewinnen und sprach von einer faden, formelhaften Handlung, die didaktische Lektionen darüber verteile, wie man ein richtiger Mann werde. Es sei zwar Boettichers persönlichster Film, aber leider keiner seiner besseren, vielleicht weil er zu nah an dem Thema gewesen sei, um objektiv zu sein. Die schauspielerischen Leistungen seien hölzern und die melodramatische Erzählung langweilig. Der Film sei nur für Menschen geeignet, die Liebhaber von Stierkämpfen seien.
Bei der Oscarverleihung 1952 wurden Budd Boetticher und Ray Nazarro in der Kategorie „Beste Originalgeschichte“ nominiert. Der Oscar ging jedoch an James Bernard und Paul Dehn für den Film Eine Stadt hält den Atem an